# Parastenella ramosa
Parastenella ramosa is een zachte koraalsoort uit de familie Primnoidae. De koraalsoort komt uit het geslacht Parastenella. Parastenella ramosa werd in 1894 voor het eerst wetenschappelijk beschreven door Studer. 